# 謝厝寮 (雲林縣)
謝厝寮，原寫為謝厝藔，是臺灣雲林縣口湖鄉的一個傳統地域名稱，位於該鄉東部略偏北。相較於今日行政區，其範圍大致包括謝厝村不含西南部、埔南村東南端。

## 歷史
臺灣日治初期，謝厝寮地區為一（舊制）街庄，稱為「謝厝藔庄」，隸屬於尖山堡。該庄西北與外埔庄為鄰，北與蔡厝庄為鄰，東與萬興庄為鄰，南邊為大溝庄、椬梧庄，西邊為柯藔庄、口湖庄。
1901年（日治明治三十四年）11月，全臺廢縣廳改設二十廳，該庄隸屬於斗六廳。1903年（明治三十六年）6月，該庄編入「新港區」，隸屬於斗六廳。1909年（明治四十二年）10月，合併二十廳為十二廳，新港區改隸屬於嘉義廳。1920年（大正九年），全臺地方制度大改正，廢十二廳改設五州二廳，該庄改制並雅化為「謝厝寮」大字，隸屬於臺南州北港郡口湖庄（新制街庄）。
戰後口湖庄改制為口湖鄉，隸屬於臺南縣，大字亦改制為村。1950年10月，雲、嘉、南分治，口湖鄉改隸屬雲林縣。

## 聚落
本地區發展較早的聚落有蘇水尾、謝厝藔、秡仔腳（拔子腳）等，在日治期初期的官方地圖上已有記載。

## 交通
縣道164號是口湖鄉金湖至嘉義縣民雄（實際終點在新庄子）的道路，經過本地區西南部的拔子腳聚落。由該道路向西北可前往口湖鄉市區、口湖鄉新港地區，並止於新港（金湖）聚落東側的省道台17線路口暨台61線（西部濱海快速公路）口湖交流道；向東南轉東南東可前往水林鄉、北港鎮、六腳鄉東北端、新港鄉、民雄鄉，並止於新庄子地區西南部的縣道162乙線轉角路口。
鄉道雲137線是施厝湖至蘇水尾的道路，其南側端點（終點）位於本地區東部蘇水尾聚落的鄉道雲140-1線終點路口。由此向北北東可前往蔡厝地區中部、下寮、羊稠厝地區中部偏東南，並止於縣道160號路口（下湖聚落西郊）。
鄉道雲140-1線是口湖至蘇水尾的道路，其東南側端點（終點）位於本地區東部蘇水尾聚落的鄉道雲137線終點路口。由此向西蜿蜒而行，經謝厝寮聚落可前往口湖，並止於口湖聚落北部略偏東的鄉道雲141-1線路口。
鄉道雲142線是金湖至拔拉（拔子腳）的道路，其東側端點（終點）位於本地區西南部拔子腳聚落的縣道164號轉角路口。由此向西南西可前往蚵寮、新港，並止於新港（金湖）聚落東側的縣道164號轉角路口。
鄉道雲143線是埔南至湖口的道路，經過本地區謝厝寮、拔子腳兩個聚落。由該道路向西北微北可前往外埔，並止於外埔（埔南）聚落的鄉道雲138線轉角路口；向南可前往椬梧、下湖口，並止於該地區東部的鄉道雲147線轉角路口（水井寮聚落西郊，屬湖口村）。